# سيستر باي (ويسكونسن)
سيستر باي (بالإنجليزية: Sister Bay, Wisconsin)‏ هي قرية تقع في الولايات المتحدة في مقاطعة دور (ويسكونسن). يقدر عدد سكانها بـ 876 نسمة ومساحتها 9.27 كم2 وترتفع عن سطح البحر 189 متر.

## التركيبة السكانية
قام مكتب تعداد الولايات المتحدة بتحديد بيانات التركيبة السكانية لسيستر باي في تعداد الولايات المتحدة. في ما يلي، التركيبة السكانية حسب تعدادي 2000 و2010.

### تعداد عام 2000
بلغ عدد سكان سيستون 2,572 نسمة بحسب تعداد عام 2000، وبلغ عدد الأسر 1,003 أسرة وعدد العائلات 631 عائلة مقيمة في المدينة. في حين سجلت الكثافة السكانية 1,636.7 نسمة لكل ميل مربع (631.9/كم2). وبلغ عدد الوحدات السكنية 1,093 وحدة بمتوسط كثافة قدره 695.5 نسمة لكل ميل مربع (268.5/كم2).
وتوزع التركيب العرقي للمدينة بنسبة 56.07% من البيض و 40.86% من الأمريكيين الأصليين و 0.27% من الأمريكيين ذوي الأصول الآسيوية و 0.12% من الأمريكيين الأفارقة و 2.64% من عرقين مختلطين أو أكثر.
بلغ عدد الأسر 1,003 أسرة كانت نسبة 31.9% منها لديها أطفال تحت سن الثامنة عشر تعيش معهم، وبلغت نسبة الأزواج القاطنين مع بعضهم البعض 38.9% من أصل المجموع الكلي للأسر، ونسبة 16.9% من الأسر كان لديها معيلات من الإناث دون وجود شريك، وكانت نسبة 37.0% من غير العائلات. تألفت نسبة 34.6% من أصل جميع الأسر من أفراد ونسبة 16.2% كانوا يعيش معهم شخص وحيد يبلغ من العمر 65 عاماً فما فوق. وبلغ متوسط حجم الأسرة المعيشية 3.12، أما متوسط حجم العائلات فبلغ 2.46.
بلغ العمر الوسطي للسكان 36 عاماً. وكانت نسبة 29.3% من القاطنين تحت سن الثامنة عشر، وكانت نسبة 8.2% بين الثامنة عشر والأربعة وعشرون عاماً، ونسبة 23.3% كانت واقعةً في الفئة العمرية ما بين الخامسة والعشرون حتى والأربعة وأربعون عاماً، ونسبة 20.8% كانت ما بين الخامسة والأربعون حتى الرابعة والستون، ونسبة 18.4% كانت ضمن فئة الخامسة والستون عاماً فما فوق. يوجد لكل 100 أنثى 88.8 ذكر، ويوجد لكل 100 أنثى في الثامنة عشر من عمرها فما فوق 86.2 ذكر.
بلغ متوسط دخل الأسرة في المدينة 26,698 دولار، أما متوسط دخل العائلة فبلغ 33,977 دولار. وكان متوسط دخل الذكور 27,393 دولار مقابل 20,586 دولار للإناث. وسجل دخل الفرد الخاص بالمدينة 14,019 دولار. وكانت نسبة 14.9% من العائلات ونسبة 18.4% من السكان تحت خط الفقر، وكان من هؤلاء نسبة 23.6% تحت سن الثامنة عشر ونسبة 16.4% في الخامسة والستين من العمر وما فوق.

## معرض صور

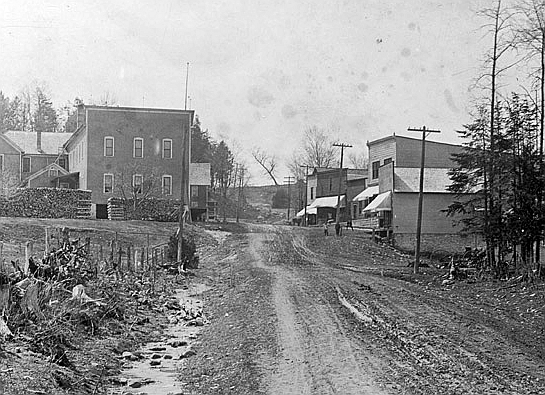
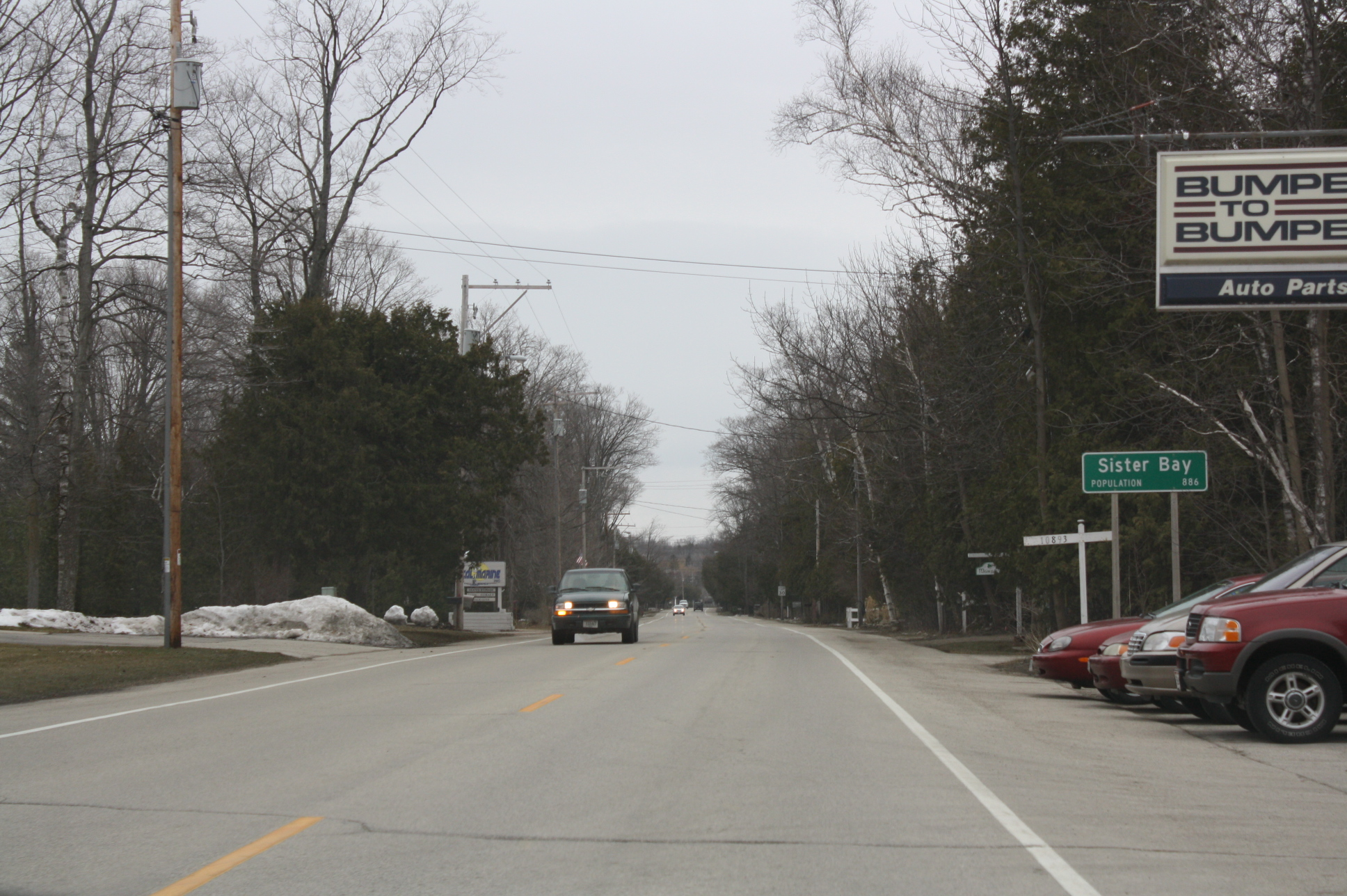
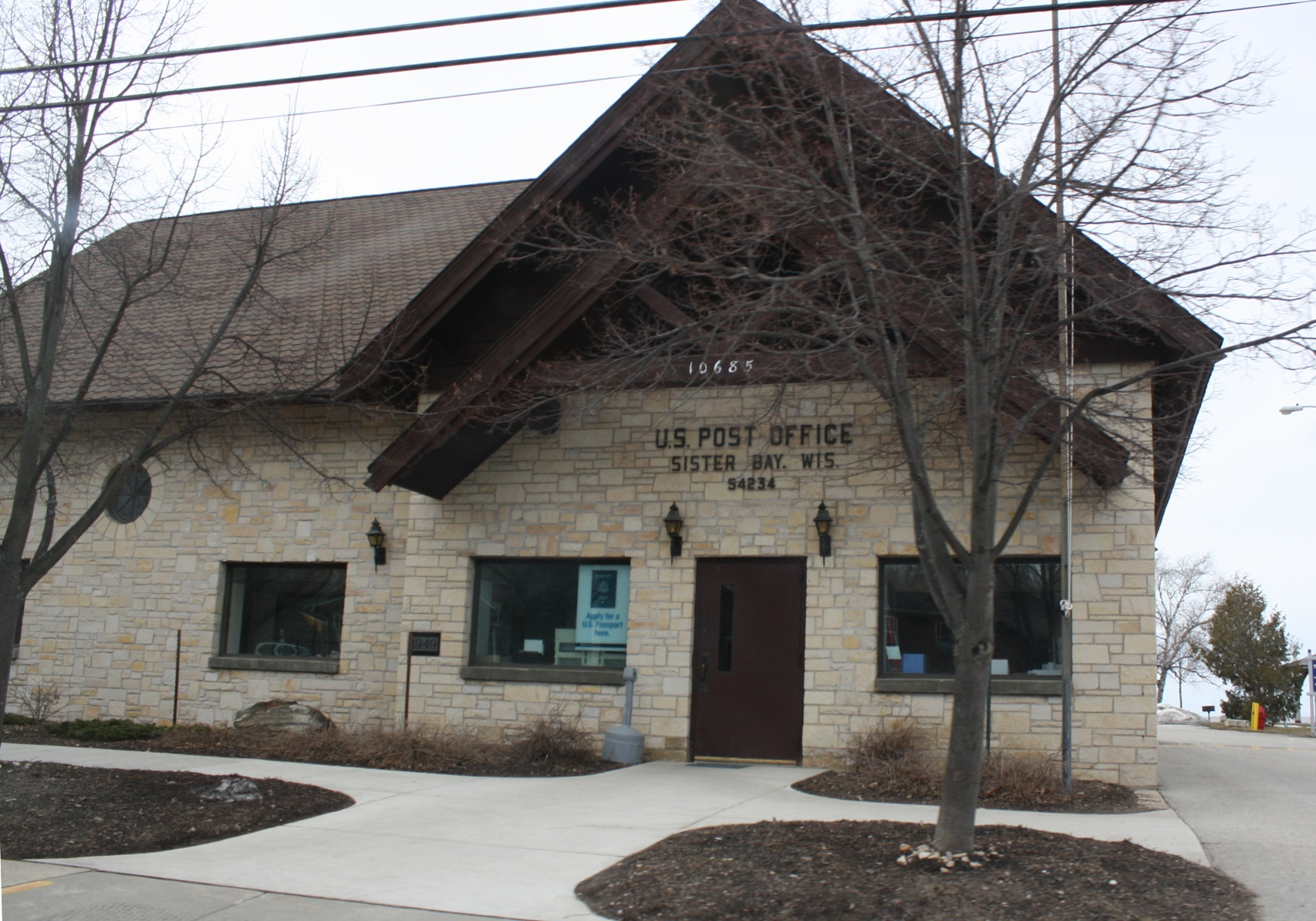

### تعداد عام 2010
بلغ عدد سكان سيستون 2,470 نسمة بحسب تعداد عام 2010، وبلغ عدد الأسر 958 أسرة وعدد العائلات 576 عائلة مقيمة في المدينة. في حين سجلت الكثافة السكانية 1,553.5 نسمة لكل ميل مربع (599.8/كم2). وبلغ عدد الوحدات السكنية 1,057 وحدة بمتوسط كثافة قدره 664.8 لكل ميل مربع (256.7/كم2).
وتوزع التركيب العرقي للمدينة بنسبة 47.0% من البيض و 47.8% من الأمريكيين الأصليين و 0.4% من الأمريكيين ذوي الأصول الآسيوية و 0.1% من الأمريكيين الأفارقة و 4.5% من عرقين مختلطين أو أكثر.
بلغ عدد الأسر 958 أسرة كانت نسبة 36.3% منها لديها أطفال تحت سن الثامنة عشر تعيش معهم، وبلغت نسبة الأزواج القاطنين مع بعضهم البعض 34.2% من أصل المجموع الكلي للأسر، ونسبة 17.1% من الأسر كان لديها معيلات من الإناث دون وجود شريك، بينما كانت نسبة 8.8% من الأسر لديها معيلون من الذكور دون وجود شريكة وكانت نسبة 39.9% من غير العائلات. تألفت نسبة 34.9% من أصل جميع الأسر من أفراد ونسبة 16.3% كانوا يعيش معهم شخص وحيد يبلغ من العمر 65 عاماً فما فوق. وبلغ متوسط حجم الأسرة المعيشية 3.22، أما متوسط حجم العائلات فبلغ 2.48.
بلغ العمر الوسطي للسكان 34.6 عاماً. وكانت نسبة 29.7% من القاطنين تحت سن الثامنة عشر، وكانت نسبة 9% بين الثامنة عشر والأربعة وعشرون عاماً، ونسبة 22.1% كانت واقعةً في الفئة العمرية ما بين الخامسة والعشرون حتى والأربعة وأربعون عاماً، ونسبة 21.9% كانت ما بين الخامسة والأربعون حتى الرابعة والستون، ونسبة 17.4% كانت ضمن فئة الخامسة والستون عاماً فما فوق. وتوزع التركيب الجنسي للسكان بنسبة 48.1% ذكور و51.9% إناث.